# Le Chemin des étoiles
Pour le film soviétique de Pavel Klouchantsev, voir En route vers les étoiles.
Pour plus de détails, voir Fiche technique et Distribution.
Le Chemin des étoiles (The Way to the Stars) est un film britannique réalisé par Anthony Asquith, sorti en 1945.

## Synopsis
La vie de plusieurs pilotes britanniques et américains, stationnés dans une base de la RAF située dans les Midlands, entre 1940 et 1944.

## Fiche technique
- Titre original : The Way to the Stars
- Titre français : Le Chemin des étoiles
- Titre américain : Johnny in the Clouds
- Réalisation : Anthony Asquith, assisté de George Pollock
- Réalisation seconde équipe : Charles Saunders
- Scénario : Terence Rattigan et Richard Sherman, d'après une histoire de Terence Rattigan et Anatole de Grunwald
- Direction artistique : Paul Sheriff, Carmen Dillon
- Photographie : Derrick Williams
- Son : Sydney Wiles
- Montage : Fergus McDonell
- Musique : Nicholas Brodszky
- Production : Anatole de Grunwald
- Production associée : Gordon Parry
- Société de production : Two Cities Films
- Société de distribution : United Artists Corporation
- Pays d'origine :  Royaume-Uni
- Langue originale : anglais
- Format : Noir et blanc — 35 mm — 1,37:1 — son mono
- Genre : Film de guerre
- Durée : 109 minutes (87 minutes aux États-Unis)
- Dates de sortie :
  - Royaume-Uni : 8 juin 1945
  - France : 12 mai 1946

## Distribution
- Michael Redgrave : David Archdale
- John Mills : Peter Penrose
- Rosamund John (en) : Mlle Todd, alias Toddy
- Douglass Montgomery : Johnny Hollis
- Renée Asherson : Iris Winterton
- Stanley Holloway : M. Palmer
- Basil Radford : "Tiny" Williams
- Felix Aylmer : Révérend Charles Moss
- Bonar Colleano : Joe Friselli
- Joyce Carey : Mlle Winterton
- Trevor Howard : Chef d'escadrille Carter
- Nicholas Stuart : Colonel Rogers
- Bill Owen : "Nobby" Clarke
- Jean Simmons
- Johnnie Schofield : Jones
- Charles Victor : Fitter
- David Tomlinson : "Prune" Parsons
- Hartley Power : Colonel Page
- Vida Hope : Elsie
- Anthony Dawson : Bertie Steen
- Peter Cotes : Aviateur
- Murray Matheson : Joe Lawson